# Isole Tremiti
Isole Tremiti er en italiensk øgruppe i Adriaterhavet, tilhørende regionen Apulien. Øerne udgør en selvstændig kommune og har et samlet areal på ca. 3 km², og der er 367 indbyggere. Øerne har færgeforbindelse til Termoli, og i sommerperioden også til andre havne på det italienske fastland. Øgruppen består af fem øer, hvoraf kun de to er beboede:
- San Domino
- San Nicola
- Capraia
- Cretaccio
- Pianosa

San Domino er en af de to beboede øer, og er den største ø i øgruppen med et aral på ca. 2 km². Det højeste punkt er 116 m.o.h. Øen er delvist skovdækket i modsætning til de øvrige øer, der har en mere sparsom vegetation. De fleste af øernes turistfaciliteter findes på San Domino.
San Nicola er den anden beboede ø. Den har et areal på ca. 0,42 km², og det højeste punkt er 75 m.o.h. Øens rådhus ligger på San Nicola, som fra et historisk synspunkt er den mest interessante af øerne, idet den var beboet allerede i romertiden. I det 7. århundrede blev der opført en borg på øen, der senere blev omdannet til et kloster, som senere igen blev omdannet til en straffekoloni. Denne er dog for længst nedlagt, og det er i dag muligt at besøge borgen.
Capraia er ubeboet. Den har et areal på 0,45 km², og det højeste punkt er 53 m.o.h.
Cretaccio er ubeboet. Den har et areal på 0,21 km², og det højeste punkt er 30 m.o.h.
Pianosa er ubeboet. Den har et areal på 0,11 km², og det højeste punkt er 16 m.o.h. Pianosa ligger væsentligt længere ude i Adriaterhavet end de øvrige øer i øgruppen, idet der er 22 km. til Capraia.